# Sofie Gråbøl

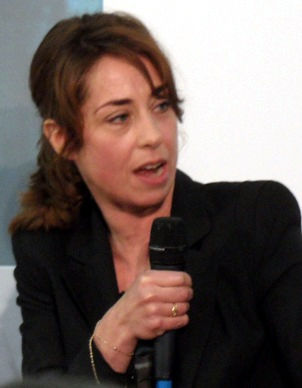
Sofie Gråbøl (2011)

Anne Sofie Gråbøl (* 30. Juli 1968 in Frederiksberg) ist eine dänische Schauspielerin. Die Autodidaktin gehört in ihrem Heimatland zu den populärsten Darstellerinnen und wurde in der Vergangenheit für ihre Film-, Fernseh- und Theaterarbeit mehrfach ausgezeichnet, darunter der Gewinn der wichtigsten dänischen Filmpreise Bodil und Robert und zwei Reumert-Theaterpreise. Einem breiten deutschsprachigen Publikum wurde sie unter anderem durch Hauptrollen in dem Spielfilm Nightwatch – Nachtwache (1994) und der Fernsehserie Kommissarin Lund – Das Verbrechen (2007, 2009 und 2012) bekannt.

## Biografie

### Ausbildung und Filmdebüt
Sofie Gråbøl wurde 1968 als Anne Sofie Gråbøl in der Nähe von Kopenhagen geboren. Die Schwester des zwei Jahre älteren Filmregisseurs Niels Gråbøl wuchs in den 1970er Jahren in einem politisch orientierten, progressiven Elternhaus auf und besuchte ab der 4. Klasse eine christliche Privatschule. Nach Abschluss der 10. Klasse fand sie eine Anstellung in dem Kopenhagener Nobelhotel Kong Frederik. Die Autodidaktin, die nie eine Schauspielschule besuchte, feierte ihr Filmdebüt 1986 in Henning Carlsens Die Augen des Wolfes. Auf die Rolle war sie zufällig durch eine Zeitungsanzeige aufmerksam geworden. In der Filmbiografie über Paul Gauguin war Gråbøl als jugendliche Geliebte des französischen Malers (gespielt von Donald Sutherland) zu sehen. Der Part der Judith Molard brachte ihr bereits ein Jahr später die wichtigsten dänischen Filmpreise Bodil und Robert jeweils als Beste Nebendarstellerin ein.
Ebenfalls im Jahr 1986 stand die 17-Jährige in Astrid Henning-Jensens preisgekrönter Literaturverfilmung Straße der Kindheit nach dem Roman von Tove Ditlevsen vor der Kamera, die im Kopenhagen der 1930er-Jahre spielt. In dem Jugendfilm übernahm Gråbøl die Hauptrolle der 14-jährigen Ester, Tochter eines linientreuen Sozialisten, die versucht, den bescheidenen Lebensverhältnissen, in denen sie aufwächst, durch das Schreiben von Gedichten zu entfliehen. Obwohl sie ein Jahr später zum Schauspielensemble von Bille Augusts Oscar-gekröntem Film Pelle, der Eroberer (1987) zählte, gelang es Gråbøl Ende der 1980er Jahre nicht mehr an den großen Erfolg ihrer ersten beiden Filmrollen anzuknüpfen. Sie begann daraufhin ein Theologie-Studium, das sie aber nach einem Semester abbrach, arbeitete unter anderem in einer Buchhandlung und erschien 1988 in Jorden er giftig, dem Kurzfilm ihres Bruders.

### Rollenangebote für Film und Fernsehen
1991 bewarb sich Gråbøl vergeblich um einen Studienplatz an der Staatlichen Theaterschule in Kopenhagen. Sie begann daraufhin im dänischen Fernsehen in Erscheinung zu treten und war mit der Rolle der jungen Geliebten von Max von Sydow in Krzysztof Zanussis Der Klang der Stille (1992) wieder im internationalen Kino vertreten. Ein Jahr später konnte sie mit der weiblichen Hauptrolle in Anders Refns Schwarze Ernte (1993) wieder an frühere Erfolge anknüpfen. In dem Drama, das in der Zeit der Jahrhundertwende spielt, übernahm sie den Part der sensiblen Clara, Tochter einer Großgrundbesitzer-Familie, die gegen den jähzornigen und verschwendungssüchtigen Vater (gespielt von Ole Ernst) aufbegehrt. Der Film brachte Gråbøl großes Lob seitens der Fachkritik ein und sie erhielt ein Jahr später erneut die Preise der Dänischen Filmakademie und der Dänischen Filmkritikervereinigung, diesmal aber als Beste Hauptdarstellerin. In der Vergangenheit überwiegend auf jugendliche Rollen in historischen Dramen festgelegt, rief sich die 1,75 m große Schauspielerin 1994 einem breiten internationalen Publikum durch Ole Bornedals kultisch verehrtem Thriller Nightwatch – Nachtwache (1994) in Erinnerung. In dem Film agierte sie als Freundin von Nikolaj Coster-Waldau. Nightwatch – Nachtwache sollte drei Jahre später in Hollywood erneut von Bornedal mit Ewan McGregor und Patricia Arquette in den Hauptrollen verfilmt werden.
Ende der 1990er Jahre folgte Gråbøl, die in der Öffentlichkeit als scheu gilt, vermehrt Angeboten ins Komödienfach und machte sich mit Produktionen wie Søren Kragh-Jacobsens Dogmafilm Mifune und Susanne Biers Der einzig Richtige (beide 1999) einen Namen als Charakterdarstellerin. Fortan wechselte sie zwischen den beiden Genres und erhielt zuletzt für die Dramen Lad de små børn (2004) von Paprika Steen und Anklaget (2005) von Jacob Thuesen zweimal in Folge den Preis der Dänischen Filmakademie als Beste Hauptdarstellerin. In Lad de små børn war sie als verheiratete Sozialarbeiterin Britt zu sehen, die versucht, gemeinsam mit ihrem Ehemann (gespielt von Mikael Birkkjær) den Unfalltod der 12-jährigen Tochter zu verarbeiten. In Anklaget übernahm sie erneut den Part der Ehefrau und Mutter, deren Familienglück zu zerbrechen droht, als die zum Lügen neigende Tochter von sexuellen Übergriffen des Vaters berichtet. Dem dänischen Fernsehpublikum blieb Gråbøl durch die weibliche Hauptrolle in Søren Sveistrups Serie Nikolaj og Julie (2002–2003) präsent, die mit dem International Emmy Award ausgezeichnet wurde.
Einem breiten deutschen Publikum wurde Gråbøl 2008 durch die erneute Zusammenarbeit mit Sveistrup an der Serie Kommissarin Lund – Das Verbrechen (2007) bekannt. Für die Titelrolle der introvertierten Kopenhagener Kriminalkommissarin, bei der sie erstmals eine männliche Spielweise an den Tag legte, erhielt sie eine Emmy-Nominierung als beste Darstellerin. Das Format wurde in 10 Teilen von September bis November 2008 erfolgreich vom deutschen Fernsehsender ZDF ausgestrahlt, nachdem Kommissarin Lund ein Jahr zuvor in Dänemark Einschaltquoten von durchschnittlich 70 bis 80 Prozent erreicht hatte. Auch in Großbritannien war der Serie Erfolg beschieden, wo diese 2011 mit dem British Academy Television Award ausgezeichnet wurde. Mit der Fortsetzung Kommissarin Lund – Das Verbrechen II (2009), die ab Ende September 2010 vom ZDF ausgestrahlt wurde, konnte Gråbøl an den vorangegangenen Erfolg anknüpfen. Die erneute Darstellung der Sarah Lund brachte ihr eine Nominierung für den Schauspielpreis des Fernsehfestivals von Monte Carlo ein, während in den Vereinigten Staaten der Stoff ab 2011 unter dem Titel The Killing mit Mireille Enos für das Fernsehen adaptiert wurde. Ebenfalls im Jahr 2011 absolvierte Gråbøl einen Gastauftritt als Sarah Lund in der britischen Sitcom Absolutely Fabulous.
Ab Ende September 2012 wurde eine zehnteilige dritte Staffel von Kommissarin Lund im dänischen Fernsehen ausgestrahlt (ab Februar 2013 auch im deutschen Fernsehen). Im selben Jahr war Gråbøl mit einer Gastrolle im US-amerikanischen Remake, The Killing, vertreten, wo sie in einer Folge als Dep. Attorney Christina Niilsen auftrat.

### Theaterarbeit
Parallel zu ihrer Arbeit im Film und Fernsehen begann Gråbøl ab Anfang der 1990er Jahre auch auf dänischen Theaterbühnen in Erscheinung zu treten. Anfangs verunsichert durch die fehlende Schauspielausbildung, war sie in den folgenden Jahren sowohl in klassischen Shakespeare-Rollen als Desdemona in Othello (Østre-Gasværk-Theater) und als Hermione in Ein Wintermärchen (Königliches Theater), als auch Werken bekannter skandinavischer Autoren wie Henrik Ibsens Gespenster (dänisch: Gengangere) zu sehen. Für Ibsens Drama gewann sie 2002 erstmals den Reumert-Theaterpreis als Beste Nebendarstellerin. 2008 wurde sie für ihre Leistung in August Strindbergs Ein Traumspiel (Et drømmespil) am Betty-Nansen-Theater erneut mit den renommierten dänischen Theaterpreis ausgezeichnet, diesmal als Beste Hauptdarstellerin. 2011 war sie am Skuespilhuset, store scene als Emilie in Emmet Feigenbergs Inszenierung von Fanny und Alexander zu sehen.

## Privatleben und öffentliches Engagement
Sofie Gråbøl lebt in Kopenhagen. Von 1994 bis 2006 war sie mit dem sechs Jahre älteren dänischen Filmeditor und Regisseur Jacob Thuesen verheiratet, mit dem sie an dem Kurzfilm Livsforsikringen (2003) und den Spielfilm Anklaget (2005) zusammenarbeitete. Aus dieser Beziehung gingen zwei Kinder hervor, Bror (* 2002) und Gudrun (* 2005). Anfang der 1990er Jahre war Gråbøl mit dem dänischen Regisseur Søren Fauli liiert gewesen, in dessen Filmen De skrigende halse (1993) und En store Kul-Tur (1996) sie mitwirkte.
Im Jahr 2006 war sie gemeinsam mit fünf weiteren Schauspielern als Sprecherin einer CD-Box der dänischen Bibelgesellschaft beteiligt, die Texte aus dem Neuen Testament enthielt. Zu einer erneuten Veröffentlichung von Lesungen Gråbøls aus dem Neuen Testament kam es im Jahr 2011, als in Dänemark die Bibel auf Apple iPad und iPhone erschien. Im selben Jahr engagierte sie sich gemeinsam mit anderen Schauspielern wie Nikolaj Coster-Waldau, Sidse Babett Knudsen, Lars Mikkelsen, Ghita Nørby oder Sonja Richter für die dänische Kunst- und Kulturkampagne „Vild med Kunst“.
Im Dezember 2012 wurde bei ihr Brustkrebs diagnostiziert. Sie wurde operiert und nach einer Chemotherapie erfolgreich behandelt.
Gråbøl ist seit 2015 Botschafterin für die dänischen ChildFund Alliance.

## Filmografie
- 1986: Die Augen des Wolfes (Oviri)
- 1986: Straße der Kindheit (Barndommens gade)
- 1987: Pelle, der Eroberer (Pelle erobreren)
- 1988: Rami und Julia (Rami og Julie)
- 1992: Der Klang der Stille (Dotknięcie ręki)
- 1993: Schwarze Ernte (Sort høst)
- 1994: Nightwatch – Nachtwache (Nattevagten)
- 1995: Pan
- 1997: Gnadenlose Verführung (Sekten)
- 1997: Island of Darkness (Mørkets øy)
- 1999: Mifune – Dogma III (Mifunes sidste sang)
- 1999: Der einzig Richtige (Den eneste ene)
- 2000: Blinkende Lichter (Blinkende lygter)
- 2001: Grev Axel
- 2002–2003: Nikolaj og Julie (Fernsehserie)
- 2004: Lad de små børn
- 2005: Anklaget
- 2006: The Boss of It All (Direktøren for det hele)
- 2007: Alien Teacher (Vikaren)
- 2007: Daisy Diamond
- 2007: Kommissarin Lund – Das Verbrechen (Forbrydelsen; Fernsehserie)
- 2009: Kommissarin Lund – Das Verbrechen II (Forbrydelsen II; Fernsehserie)
- 2011: Absolutely Fabulous (Fernsehserie; Folge: Identity)
- 2012: The Killing (Fernsehserie; Folge: My Lucky Day)
- 2012: Kommissarin Lund – Das Verbrechen III (Forbrydelsen III; Fernsehserie)
- 2013: In der Stunde des Luchses (I lossens time)
- 2013: Det Andet Liv
- 2015–2018: Fortitude (Fernsehserie, 23 Folgen)
- 2015: A-ha: Under the Makeup (Musikvideo)
- 2016: Der Tag wird kommen (Der kommer en dag)
- 2016: In anderen Welten  (Den anden verden; Fernsehserie)
- 2018: The House That Jack Built
- 2019: Gentleman Jack (Fernsehserie)
- 2020: The Undoing (Fernsehserie)
- 2022: Dag & Nat (Fernsehserie)
- 2023: Rose – Eine unvergessliche Reise nach Paris (Rose)

## Auszeichnungen

### Bodil
- 1987: Beste Nebendarstellerin für Die Augen des Wolfes
- 1994: Beste Hauptdarstellerin für Schwarze Ernte
- 2000: nominiert als Beste Nebendarstellerin für Der einzig Richtige
- 2005: nominiert als Beste Hauptdarstellerin für Lad de små børn
- 2006: nominiert als Beste Hauptdarstellerin für Anklaget
- 2014: nominiert als Beste Hauptdarstellerin für In der Stunde des Luchses
- 2023: Beste Hauptdarstellerin für Rose – Eine unvergessliche Reise nach Paris

### Robert
- 1987: Beste Nebendarstellerin für Die Augen des Wolfes
- 1994: Beste Hauptdarstellerin für Schwarze Ernte
- 2000: Beste Nebendarstellerin für Der einzig Richtige
- 2001: nominiert als Beste Hauptdarstellerin für Grev Axel
- 2005: Beste Hauptdarstellerin für Lad de små børn
- 2006: Beste Hauptdarstellerin für Anklaget
- 2013: Beste Hauptdarstellerin in einer Fernsehserie für Kommissarin Lund – Das Verbrechen III
- 2014: nominiert als Beste Hauptdarstellerin für In der Stunde des Luchses
- 2017: Beste Nebendarstellerin für Der Tag wird kommen und nominiert als Beste Nebendarstellerin (Fernsehserie) für Den Anden Verden
- 2023: nominiert als Beste Hauptdarstellerin für Rose – Eine unvergessliche Reise nach Paris

### Weitere
British Academy Television Award
- 2011: Bestes Fernsehprogramm für Kommissarin Lund – Das Verbrechen (gemeinsam mit Birger Larsen, Søren Sveistrup und Piv Bernth)
- 2012: Nominierung in der Kategorie Bestes Fernsehprogramm für Kommissarin Lund – Das Verbrechen II (gemeinsam mit Piv Bernth, Søren Sveistrup und Kristoffer Nyholm)

International Emmy Award
- 2008: nominiert als Beste Darstellerin für Kommissarin Lund – Das Verbrechen

Fantasporto
- 1999: Beste Darstellerin für Gnadenlose Verführung

Festival de Télévision de Monte-Carlo
- 2010: nominiert als Beste Darstellerin für die Goldene Nymphe für Kommissarin Lund – Das Verbrechen II
- 2013: Goldene Nymphe als Beste Darstellerin für Kommissarin Lund – Das Verbrechen III

Lauritzen-Preis 2001
Reumert-Preis
- 1999: nominiert als Beste Nebendarstellerin für Snart kommer tiden (Dr.-Dante-Theater)
- 2000: Beste Nebendarstellerin für Gengangere (Königliches Theater)
- 2002: nominiert als Beste Hauptdarstellerin für Når vi døde vågner (Betty-Nansen-Theater)
- 2008: Beste Hauptdarstellerin für Et drømmespil (Betty-Nansen-Theater)

Tvfestival.dk
- 2003: Beste Fernsehdarstellerin für Nikolaj og Julie